# Animalischer Magnetismus
Animalischer Magnetismus, auch Mesmerismus genannt, ist die Bezeichnung für eine im 18. Jahrhundert behauptete, dem Magnetismus analoge Kraft am Menschen, die von Franz Anton Mesmer (1734–1815) propagiert wurde. Der Begriff leitet sich vom lateinischen animal („Geschöpf, Lebewesen, Tier“) her. Mesmer selbst sprach auch vom „tierischen Magnetismus“, der in der Lage sei, eine durch die Störung der Lebenskraft verursachte Krankheit zu heilen. Die davon abgeleitete Heilmethode (genannt auch Hypnotismus), die auch Hypnosetechniken einsetzte („Mesmerisieren“), erfuhr zwischenzeitlich große öffentliche Beachtung. François Roustang sieht im animalischen Magnetismus „die Geburtsstunde der Hypnose“. Sie  war zeitgenössisch von erheblicher medizinischer und geisteswissenschaftlicher Bedeutung. Etwa ab Mitte des 19. Jahrhunderts wurde das Konzept zunehmend als unwissenschaftlich verworfen. Nachfolgetechniken haben, abgesehen von der Hypnose, randständige Bedeutung im alternativmedizinischen Bereich und der Esoterik.

## Entstehungsgeschichte
Medizinischer Einsatz von Magneten war in der Heilkunde zu Mesmers Zeit weit verbreitet. Acht Jahre nach seiner auch die Entstehungsgeschichte des animalischen Magnetismus aufzeigenden Dissertation De planetarum influxu behandelte Mesmer am 28. Juli 1774 erstmals die 29-jährige „Jungfer Oesterlin“ mit Magneten. „Die schlimmsten Zustände bei ihr waren, dass das Blut ungestümm in den Kopf drang, und fürchterlichste Zahn- und Ohrenschmerzen verursachte, welche mit Wahnwitz, Wuth, Erbrechen und Ohnmachten verbunden waren“, berichtete er. Er unternahm einen Behandlungsversuch, bei dem er während eines Anfalls Stahlmagnete an ihr befestigte. Das vorübergehende Ausbleiben der Symptome nach dieser sehr schmerzhaften Behandlung führte er aber nicht auf die Magnete, sondern aufgrund einer spontanen Eingebung auf eine weitere, unsichtbare Kraft zurück. Den Begriff des animalischen Magnetismus benutzte er erstmals, als er sich notierte, dass er bei den Beschwerden einen zyklischen Verlauf wahrnehme. Er erklärte dies durch eine „Art von Ebbe und Fluth, welcher der thierische Magnetismus im Körper verursachet“.
Mesmer hoffte darauf, mit seiner Theorie die Medizin zu revolutionieren. Dabei legte er aber eine quasireligiöse, in der Literatur seiner Kritiker teilweise als wahnhaft bezeichnete Gewissheit über die Richtigkeit seiner Theorie an den Tag, mit der er sich gegen Kritik immunisierte.
Im Jahr 1843 legte der Mediziner James Braid seine Arbeit über den Hypnotismus vor.

## Begriffe des animalischen Magnetismus
1771 glaubte Mesmer entdeckt zu haben, wonach man in der medizinischen Forschung vergangener Jahrhunderte erfolglos gesucht hatte: ein zentrales Agens des menschlichen Organismus zur Steuerung von Nerven, Muskeln und Körpersäften.
Das unsichtbare Prinzip, von ihm Fluidum (vergleichbar dem Pneuma der Antike und dem Fluidum in der Lehre von Friedrich Hoffmann), All-Flut oder auch Lebensfeuer (wegen seiner Fähigkeit, Blockaden zu schmelzen) genannt, sollte das All und sämtliche Organismen durchfluten. Im Körper des Menschen wirke es, „indem die Ströme des Allgemein-Flüssigen durch die Nerven auf den innersten Organismus der Muskelfieber einfließen und ihre Verrichtungen bestimmen“. Dieses Prinzip sollte durch entsprechende Vorkehrungen oder durch Berührungen durch geeignete Heiler (Magnetiseure) gelenkt werden können. Dies schien der Schlüssel zum Heil, denn die Stockung dieser Zirkulation war für Mesmer die Ursache aller Krankheiten. Diese werde erst durch eine heilsame Krise gelöst, weshalb seine magnetischen Heilmethoden das Ziel hatten, eine solche Krise künstlich zu erzeugen.

## Mesmers Theorie im Kontext
In seinem 1766 bis 1800 entwickelten Konzept vom animalischen Magnetismus (bzw. „animalischen Vitalismus“) greift Mesmer populäre wissenschaftliche Themen seiner Zeit wie Elektrizität, Gravitation und Magnetismus auf. Als ideengeschichtliche Vorgänger Mesmers werden oft Paracelsus und der englische Arzt Robert Fludd (1574–1637) angegeben, während die Vorarbeit für die magnetische Kur dem Universalgelehrten Athanasius Kircher (1602–1680), einem Jesuitenpater, zugeschrieben wird, der bereits von einem mineralischen und einem tierischen Magnetismus sprach. Große Ähnlichkeit zeigt sich auch mit dem schottischen Arzt William Maxwell (Medicina magnetica, 1679) und dessen panvitalistischer Vorstellung, dass die Seele ein Lebensgeist sei, der körperliche Grenzen überwinde. Er berichtete auch von seiner eigenen Erfindung von Kuren mit magnetischem Wasser. Mesmer bestritt allerdings, Maxwell gelesen zu haben.
Mesmer selbst bezog sich auf Isaac Newton. Dieser hatte eine Anziehungskraft zwischen allen Massen (Gravitation) propagiert und war dabei von einer Art Äther ausgegangen. In ähnlicher Weise setzte Mesmer einen Äther voraus, eben jenes Fluidum, in welchem Kräfte zwischen lebendigen Körpern aufeinander wirken.
Sein Ausgangspunkt war die im 18. Jahrhundert entdeckte Tatsache, dass bestimmte Anordnungen verschiedener Metalle und Flüssigkeiten ein fluidum erzeugen, das Nerven und Muskeln reizt. Ohne Kenntnis der elektromagnetischen Phänomene griffen Mesmer und andere Wissenschaftler auf „vitalistische“ Modelle zurück: Sie nahmen an, einen unsichtbaren „Lebensstoff“ gefunden zu haben, der den Organismus durchströmt und von geeigneten, medial begabten Personen auch ausgesendet werden kann. Nicht ausgeschlossen werden konnten indische und chinesische Vorstellungen, die in den Großstädten Europas damals bereits en vogue waren. Zumindest ist die Vorstellung des Lebensstoffes, welcher den Körper durchströmt, identisch mit der indischen Konzeption von Prana und der fernöstlichen Vorstellung des Chi.
Aus der damals gängigen, auf den Schweizer Arzt Albrecht von Haller (1708–1777) zurückgehenden Theorie, dass übersteigerte mechanische oder elektrische Anspannung der Nerven Krankheiten auslösen (noch heute sprechen wir vom „überspannten Nervenkostüm“), entwickelte Mesmer die Vorstellung, dass sein Fluidum im Kranken ungleich verteilt sein könnte und er versuchen müsse, dies auszugleichen. (Möglicherweise hat dieses Modell seine Wurzeln schon in der antiken Humoralpathologie. Allerdings sind die vier Säfte nicht identisch mit dem einen animalischen Magnetismus, sondern eben viererlei Formen wie Galle und Blut, die aufgrund ihrer Mischverhältnisse den Charakter des Menschen prägen sollen.) Zusammenfassend ist die Theorie und Praxis, wie sie Mesmer erdachte, bei Karl Christian Wolfart (Mesmerismus) dargelegt. Sie sollte das von Mesmer praktizierte Heilverfahren erklären und untermauern.

## Mesmers praktische Behandlungsweise

### Einzeltherapie

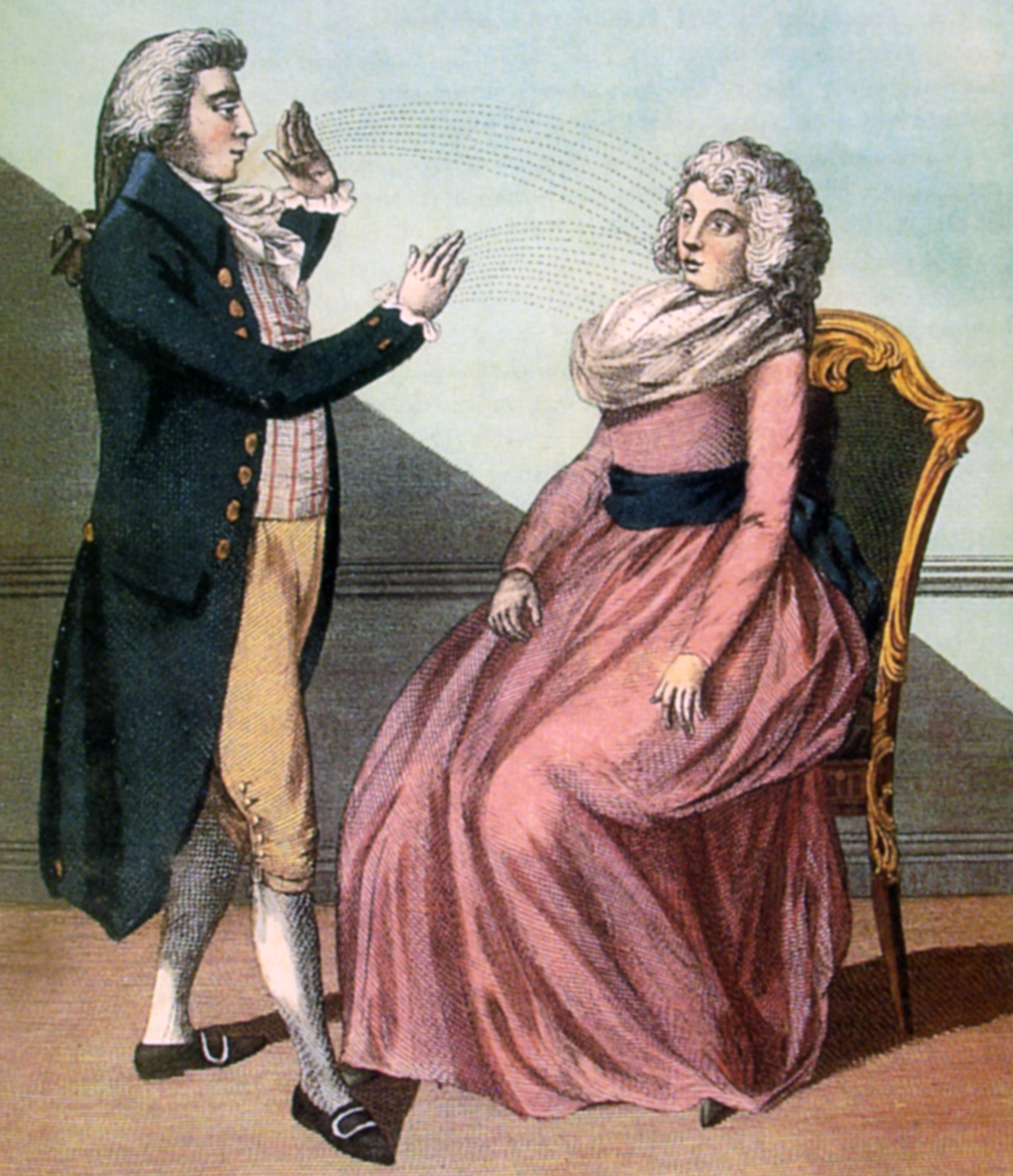
Mesmersche Therapie

Die von Mesmer angewandte praktische Vorgehensweise wird deshalb im Original aus dem Buch von Christian Wolfart zitiert, weil individuelle Fehlinterpretationen bei der referierenden Darstellung möglich sind.
Das Aufspüren des Krankheitsherdes nach Mesmer wird so beschrieben:

„1. Es geschieht mit der Hand die erste Anwendung, indem man dieselbe über den in Stockung geratenen Theil, welcher sich gemeiniglich durch eine leichte im Innern der Hand wahrgenommene Wärme merkbar macht, führt und allda verweilen läßt.“

Das Auslösen der Heilkrise nach Mesmer wird so beschrieben:

„Hat man sich vorläufig darin sicher gestellt, so berühre man beständig die Ursache der Krankheit, unterhalte die symptomatischen Schmerzen bis man sie in kritische verwandelt. Hierdurch unterstützt man die Anstrengung der Natur gegen die Ursache der Krankheit, und führt sie zu einer heilsamen Krise, das einzige Mittel, von Grund aus zu heilen.“

Mesmer setzte zur Übertragung der magnetischen Heilströme auf die Hilfesuchenden folgende Verfahren ein: Handauflegen, Luftstriche (französisch: passes). Die Behandlung einer Frau mit Einschlafschwierigkeiten in Meersburg wurde in einer Handlungsanweisung so protokolliert: Der Arzt benutze beide Hände ohne die Patientin zu berühren und streiche damit von der Höhe des Scheitels über beide Arme bis zu den Fingerspitzen, danach bis zu den Zehen; nie dem Energiestrom entgegen.

### Gruppentherapie

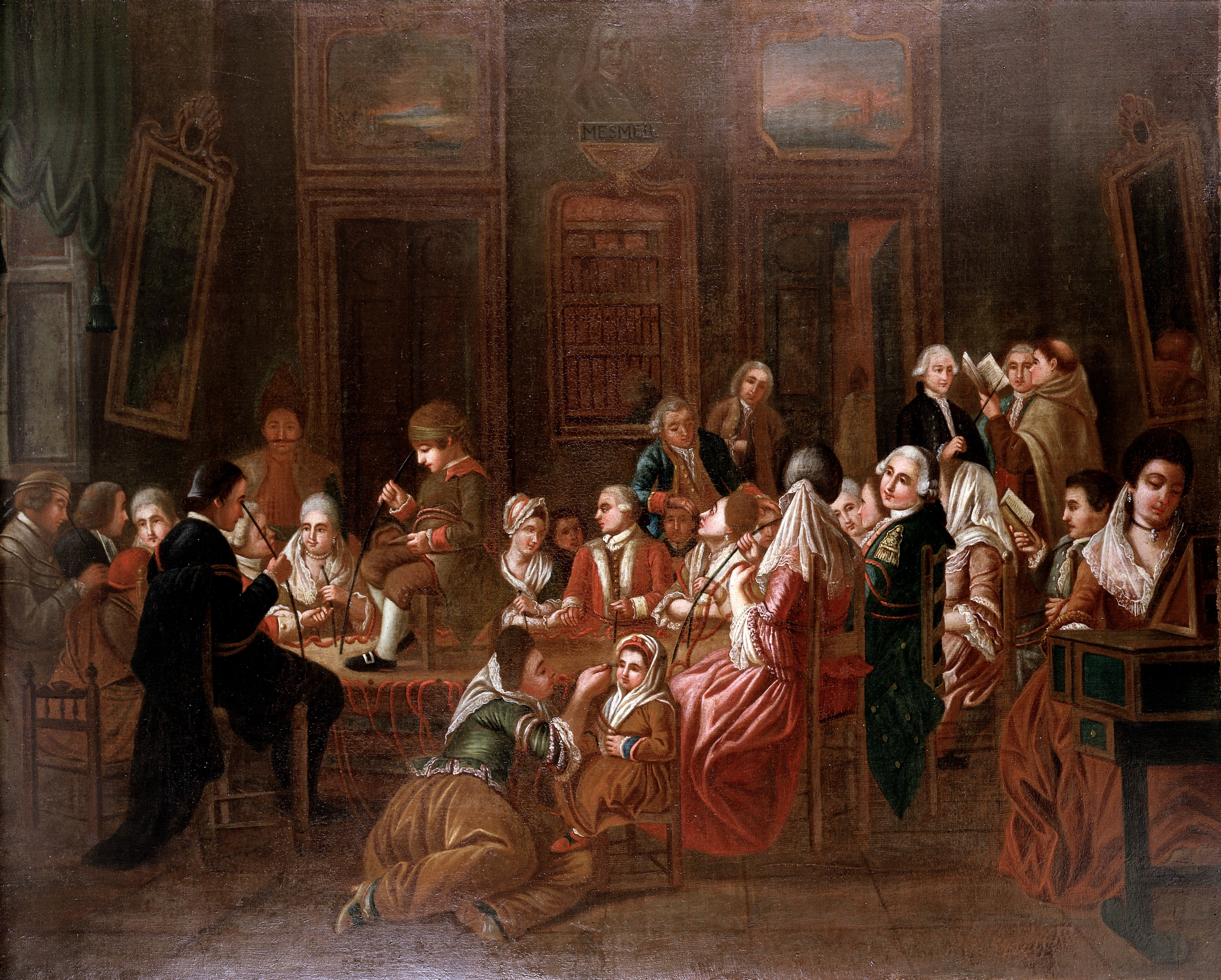
Ölgemälde 1778–1784 einer Behandlungs-Sitzung nach Mesmer

Mehrere Personen wurden gleichzeitig in einer Versammlung (Séance) magnetisiert. Hierzu benutzte Mesmer geschlossene, mit Sand oder Eisenspänen gefüllte Bottiche (französisch: baquets), die er magnetisierte und als Speicher der magnetischen Energie benutzte. Rund um den Bottich waren geknotete Seile befestigt, mit denen sich die Patienten mit dem Bottich und untereinander verbanden, um den Energiefluss weiterzuleiten. Eisenstäbe ragten aus dem Deckel des Bottichs. Sie wurden von den Patienten auf die kranken oder schmerzenden Körperteile gerichtet. An der Wand hingen Spiegel, Mesmer spielte auf der Glasharmonika oder ging auf die der Heilung besonders bedürftigen Patienten hinzu, um mit der Hand zu heilen.

## Behandlungserfolge durch magnetische Heilströme
Der Karlsruher Physikprofessor Johann Lorenz Böckmann gab ab 1787 die Zeitschrift Archiv für Magnetismus und Somnambulismus in acht Bänden heraus, in denen er Krankengeschichten aus Baden, Württemberg, Bremen und dem Ausland und Behandlungserfolge durch magnetische Heilströme dokumentierte. Der Berliner Medizinprofessor Karl Christian Wolfart gab ab 1811 das medizinisch-chirurgische Wochenblatt Askläpieion heraus, in dem er auch Heilerfolge des Magnetismus beschrieb.

## Reaktionen auf Mesmers Theorie
Seine schon von etlichen Zeitgenossen abgelehnte Theorie und die von ihm entwickelten Behandlungsmethoden (magnetische Kur) werden beide auch als Mesmerismus, die Anwendung als Heilmagnetismus bezeichnet. Der animalische Magnetismus hatte enorme geistesgeschichtliche Wirkung und beeinflusste unter anderem Schellings Naturphilosophie. Der Mesmerismus spielt eine paradoxe Rolle bei der Geschichte und lange verzögerten Anerkennung der Anästhesie. Bis 1847 verzögerten die Verwendung etwa von Lachgas als Partydroge und der Widerstand gegen Mesmers heute weitgehend mit Hypnosewirkungen erklärte  Methoden den Einzug der Anästhesie in die Schulmedizin. Danach wurde versucht dem Mesmerismus mit der nunmehr wissenschaftlich anerkannten Inhalationsanästhesie den Boden zu entziehen. Die orthodoxe Medizin akzeptierte die Anästhesie damit erst zu einem Zeitpunkt, zu dem der Mesmerismus drohte, zur ernsthaften Konkurrenz zu werden.

### Zeitgenössische Heilmethoden als Basis
Zu Zeiten von Mesmer war das medizinische Bestreben, die Körpersäfte der Patienten in Balance zu halten. Gängige Behandlungsmethoden waren: Medikamente, veränderte Ernährung, Operation, Brech- und Abführmittel, Klistierspritzen, Schröpfen und Aderlass.

### Kommissionen
1784 erklärte eine von der französischen Regierung einberufene wissenschaftliche Kommission, der unter anderem Antoine Laurent de Lavoisier und Benjamin Franklin angehörten, den Mesmerismus für unwirksam. Seine Heilerfolge seien Produkt von Einbildungskraft der Patienten (in heutiger Terminologie ein „Placebo-Effekt“) und Nachahmung. Nur der Botaniker Antoine Laurent de Jussieu veröffentlichte ein Minderheitenvotum, das ein positives Urteil über Mesmers Verfahren ausdrückte; allerdings beruhe es nicht auf einem Fluidum, sondern auf der Übertragung von Körperwärme.
1816 wurden in Berlin und in Bonn je ein Lehrstuhl für Animalischen Magnetismus eingerichtet.
Die katholische Kirche erklärte den „Mißbrauch“ des Mesmerismus, d. i. den okkulten Gebrauch in Form von „Wahrsagen“, „Weissagen“, „Hellsehen“ usf. 1856 zum „Irrtum“. Der „reine Akt der Anwendung“ dagegen wurde keinesfalls für sittlich unerlaubt erklärt.

### Nachfolger
Nachdem sich Mesmer zur Ruhe gesetzt hatte, übernahm sein Schüler, der französische Adlige Marquis de Puységur, die öffentlichen Behandlungen und fand zahllose Nachahmer. Ungeachtet des wissenschaftlichen Urteils blieb der Mesmerismus, dessen Begründer noch durchaus naturwissenschaftlich dachte, unter der französischen und deutschen Oberschicht sehr populär. Mehrere Schulen und Fachgesellschaften wurden zwischen 1780 und 1790 gegründet. Unter Napoleon wurde er zwar als adliger Okkultismus unterdrückt, gelangte aber sofort nach Napoleons Sturz wieder zur Blüte. Vor allem in Deutschland, wo der Mesmerismus nicht mehr zwischen Physik und Metaphysik unterschied, ging er in die Hauptströmung der Romantik bzw. romantischen Wissenschaft, insbesondere der Medizin, ein. Basierend auf den „fluidalen“ Konzepten Mesmers publizierte Chauncy Hare Townshend 1840 die Facts in Mesmerism, ein Standardwerk der englischsprachigen mesmeristischen Literatur. Townshend fügte Mesmers Theorien ein eigenes biophysikalisches, auf neurophysiologischen Erkenntnissen beruhendes, Modell hinzu.

### Soziale Komponente
Da der mesmeristische Heilungsansatz gesellschaftsutopisches Potential besitzt (das gemeinschaftliche Erleben des Fluidums sollte Solidaritätsgefühle erzeugen und zum sozialen Handeln befähigen), tauchen seine Ideen auch im sozialpolitischen Diskurs auf. Mesmer selbst befürwortete ausdrücklich eine Anwendung seiner Lehre auf soziale Verhältnisse und veröffentlichte 1814 einen Verfassungsentwurf für die Schweiz. Zentrale Werte des Werks waren Harmonie und Natürlichkeit, vor allem die Fähigkeit zur Einstimmung auf die Natur. Eine wichtige Rolle sollten dabei Pädagogik und Medizin spielen. Auch der von Mesmer gegründete geheime Orden der Harmonie und die gesellschaftlichen Zirkel der Mesmeristen (harmonische Gesellschaften) sahen sich selbst als Basis gesellschaftlicher Entwicklung.

## Wirkung auf die Geistesgeschichte

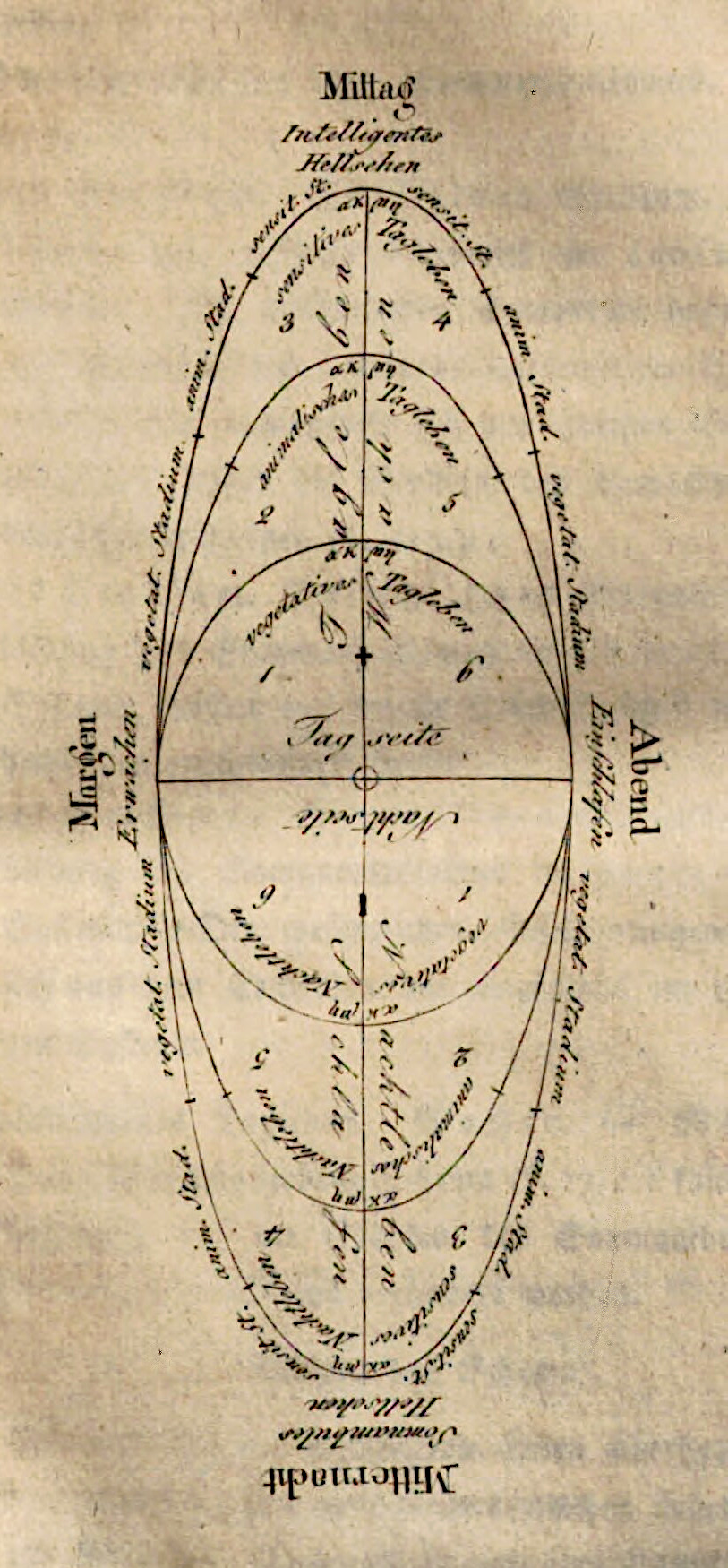
Romantische Darstellung des Seelenlebens auf der Basis des animalischen Magnetismus von D. G. Kieser, 1862

Der animalische Magnetismus floss in zahlreiche philosophische Ansätze ein. Nach Peter Sloterdijk kann Friedrich Schellings Naturphilosophie als eine umfassende Rationalisierung des animalischen Magnetismus verstanden werden. Auch Schopenhauer äußerte sich positiv und befasste sich im Rahmen seiner Metaphysik des Willens mit der Thematik. Friedrich Schlegel widmete sich in seinen Tagebüchern ausführlich der magnetischen Behandlung einer Wiener Gräfin. Johann Gottlieb Fichte widmete sich ebenfalls dem Gebiet und nahm an magnetischen Sitzungen des Professors Karl Christian Wolfart in Berlin teil. Dietrich Georg von Kieser, der auch mit Johann Wolfgang von Goethe persönlichen Kontakt pflegte, versuchte, den animalischen Magnetismus auf eine wissenschaftliche Grundlage zu stellen – im Sinne der romantischen Naturphilosophie. Er sah in ihm die „tellurische Kraft“ („allgemeinste Kraft des Erdlebens“) am Werk (siehe Abbildung).
Literarisch verarbeitet wird der Mesmerismus verstärkt in der Epoche der Romantik und ihrem von Geister- und Wundergläubigkeit geprägten Weltbild. Eine Rolle gespielt hat wohl auch die Nähe des hypnotischen Bewusstseinszustands zum Traum, dem zu dieser Zeit eine besondere Bedeutung zugesprochen wurde. Werke, in welchen der animalische Magnetismus auftaucht, sind unter anderem Die Tatsachen im Fall Waldemar von Edgar Allan Poe, Der Magnetiseur von E. T. A. Hoffmann, Das Käthchen von Heilbronn von Heinrich von Kleist, Mesmerische Offenbarung von Edgar Allan Poe, Mario und der Zauberer von Thomas Mann, Die andere Seite von Alfred Kubin und Der Zauberbaum von Peter Sloterdijk. In Mozarts Oper Così fan tutte tritt die gewitzte Despina als Doktor auf und kuriert mittels eines Magneten, den sie von Doktor Mesmer empfangen haben will, die gespielten Leiden der vorgeblichen Selbstmörder aus Liebeskummer, Ferrando und Guglielmo. Per Olov Enquists früher Roman Der fünfte Winter des Magnetiseurs verwebt historische und fiktive Quellen zu den magnetischen Heilkünsten. Die deutsche Rockgruppe Scorpions produzierte im Jahre 1980 ein LP-Album mit dem suggestiven Titel Animal Magnetism. Der Film Licht (auch Mademoiselle Paradis) von Barbara Albert (Drehbuch: Kathrin Resetarits) mit Maria Dragus als erblindetes Klavier-Wunderkind Resi und Devid Striesow als umstrittener Arzt Mesmer basiert auf dem Roman Am Anfang war die Nacht Musik von Alissa Walser.
Der animalische Magnetismus wird in dem Film Die Hebamme 2 (2016) thematisiert und mehrfach szenisch dargestellt.

## Mesmerismus heute
Zu den ersten Physiologen, die sich um 1880 bis 1890 mit Problemen des Hypnotismus befassten, gehörten Rudolf Heidenhain und William Preyer.
Mesmers Lehre und/oder Methoden leben in verschiedenen Richtungen noch heute weiter:
- Okkultismus: In spiritistischen[28][29] Praktiken wird Mesmers Theorie als Grundlage angegeben, obwohl dieser ein erklärter Feind von Geistheilung[30] war und für sich selbst Wissenschaftlichkeit in Anspruch nahm.
- Alternativmedizin und Parapsychologie: Seit 1980 widmeten sich systematische Forschungen auf dem Gebiet der Parapsychologie unter anderem der Lehre Mesmers und erklärten ihn zum Vorreiter wissenschaftlicher Parapsychologie, da seine Veröffentlichungen auf Beobachtungen und Experimenten basierten.
- Psychologie und psychosomatische Medizin: Da man als eigentliches Wirkprinzip der Mesmer’schen Methoden bald die Suggestivkraft erkannt hatte, wurden diese unter anderem von Charcot und Freud weiter erforscht und sind heute als Hypnotherapie Bestandteil der tiefenpsychologisch fundierten Psychotherapie. Suggestive Verfahren haben außerdem Eingang in die psychosomatische Medizin gefunden.
- Sprachgebrauch: In der englischen Sprache wird das Verb to mesmerize für ‚be-/verzaubern‘, ‚in Bann ziehen (kommunikativ, charismatisch fesseln)‘ und ‚hypnotisieren‘ gebraucht.[31]